# Panzerzug 4
Der Panzerzug 4 war ein deutscher Panzerzug aus der Zeit des Zweiten Weltkrieges und wurde ab September 1939 von der Wehrmacht eingesetzt.

## Geschichte
1937 hatte das Oberkommando des Heeres entschieden, keine neuen Panzerzüge zu bauen. Man empfand diese Art der Waffe als veraltet und zu teuer. Aus diesem Grund griff man, mit einer Verfügung vom 23. Juli 1938, auf ältere Bahnschutzzüge der Reichsbahn zurück. Somit wurde der Bahnschutzzug Breslau der Reichsbahndirektion Breslau zum neuen Panzerzug 4. Zu dieser Zeit waren die Panzerzüge nur infanteristisch ausgerüstet und verfügten, neben zwei Abstoßwagen, über sechs gepanzerte, ehemalige gedeckte Güterwagen.

## Technische Daten

### Lokomotive

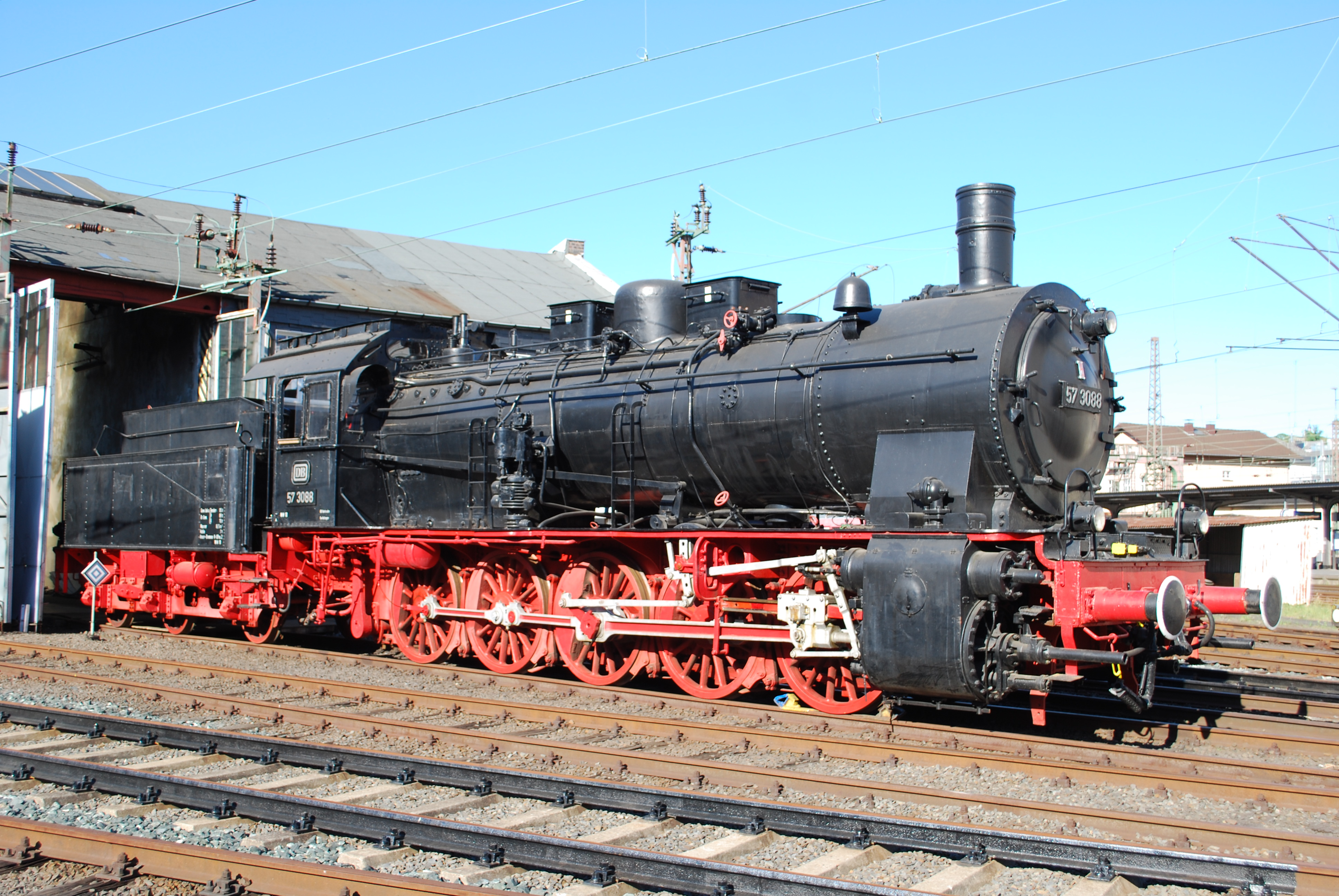
Ungepanzerte Preußische G 10

Die Dampflokomotive des Panzerzuges, damals noch Bahnschutzzug, war eine Preußische G 10, jedoch ist die Nummer dieser Panzerzuglokomotive nicht bekannt. Sie wurde komplett mit Panzerplatten gepanzert und wurde so bereits verwendet, als der Panzerzug noch ein Bahnschutzzug war.

### Artilleriewagen
Für den Panzerzug 4 wurden, durch Auftrag durch das Generalkommando VIII im Wehrkreis VIII, spezielle Artilleriewagen angefertigt. Diese wurden mit gepanzerten Aufbauten versehen und je zwei Geschütztürmen. Im vorderen Geschützturm wurde eine 3,7-cm-Pak 36 und im hinteren ein 7,5-cm-leichtes Infanteriegeschütz 18 verbaut. Die Geschütztürme befanden sich je an einer Stirnseite der Wagen, wobei der hintere höher war als der vordere. Zwischen ihnen befand sich ein gepanzerter Aufbau für die Besatzung und Munition.

### Maschinengewehrwagen
Der Panzerzug 4 verfügt zur Zeit als Bahnschutzzug über sechs ehemalige dreiachsige gedeckte Güterwagen der Bauart G(n)l, welche gemäß dem Musterblatt IIc 13 definiert waren. Diese wurden zwar mit Stahl gepanzert, dennoch konnten S.m.K.-Geschosse sie durchdringen. Der genutzte Stahl war zwar relativ dick, doch von minderer Qualität. Die Wagen verfügten über Gewehr-, Maschinengewehr- und Beobachtungsluken in unterschiedlicher Ausprägung und Anzahl in den Wänden. Für den Aus- und Einstieg verfügten sie über Türen an den Seiten der Wagen und über Bodenluken. Diese Bodenluken verfügten über, zwischen den Achsen befindliche, Ausfallkästen. Dadurch konnte Personal, welches über diese Luken den Wagen verließ, in Deckung gehen. Das Leergewicht der Wagen, ohne Panzerung, war mit 15 t angegeben. Die Wagen wurden je drei Stück vor und hinter der Panzerzuglokomotive angekoppelt. Je einer dieser drei Wagen einer Zughälfte verfügte über einen Beobachtungsstand. Dies waren Aufbauten, welche auf den Dächern der Güterwagen aufgesetzt wurden.
Die Maschinengewehrwagen waren 1938 noch mit 10 wassergekühlten schweren Maschinengewehren 08 ausgerüstet. Diese waren in den Wagen fest verbaut und wurden bis zur Umrüstung im Winter 1940/1941 verwendet. Für die Luftabwehr wurden in einigen Wagen Zwillingssockel 36 mit je zwei Maschinengewehren 34 eingebaut. Die Sturminfanterie, welche in diesen Wagen mitgeführt wurde, verfügte ihrerseits über Pistolen, Gewehre, leichte und schwere Maschinengewehre und einige wenige Maschinenpistolen. Für jedes Gewehr im Panzerzug wurden 180, für jede Pistole 24 und für jede Maschinenpistole 1536 Schuss ausgeteilt. Die Maschinengewehre der Sturminfanterie verfügten über 13500 Schuss, darunter waren 11350 s.S., 1500 S.m.K. und 650 S.m.K. Leuchtspur Geschosse. Zusätzlich standen der Infanterie zwei 8-cm-Granatwerfer 34 mit 246 normalen und 18 Nebelgranaten zur Verfügung. Die Pioniere des Panzerzuges verfügten über einen Flammenwerfer 35 oder auch einen Flammenwerfer 41.

### Flakwagen
Schon bei der Aufstellung des Panzerzug 4 sollten 2-cm-Flak 38 zur Sicherung gegen Flugzeuge verwendet werden. Die Ausstattung unterblieb jedoch vorläufig und so erhielt der Panzerzug zwei Zwillingssockel Typ 36 mit je zwei Maschinengewehre 34. Sie wurden in den Dächern von zwei Sturmwagen eingebracht. Diese verblieben auch dann noch beim Panzerzug, als dieser im März 1941 mit zwei 2-cm-Flak 38 ausgerüstet wurde. Hierbei wurde der Zwillingssockel entfernt und durch die Flak ersetzt.

### Abstoßwagen
Am vorderen Ende des Zuges befanden sich zwei, am hinteren ein zweiachsiger Flachwagen unterschiedlicher Bauart, welche als Abstoßwagen dienten. Sie dienten dazu, den Panzerzug vor Minen oder Entgleisung zu schützen und Gefahren vor den wichtigen Wagen zu beseitigen. Zusätzlich dienten sie zum Transport von Material wie Schienen, Bahnschwellen, Fahrrädern oder sonstigem Material. Die Wehrmacht nannte die Abstoßwagen auch Schutzwagen.

## Einsatz

### 1938
Vom 6. bis 7. Oktober 1938 wurde der Panzerzug 4 bei der Besetzung des der Randgebiete der Tschechoslowakei eingesetzt. Hierbei fuhr er, zusammen mit der Heeresgruppe 1, in das Gebiet von Nordmähren. Die Besetzung verlief ohne Zwischenfälle, weshalb der Panzerzug am 14. Oktober wieder zurück nach Breslau fuhr, seinem damaligen Heimatstandort.

### 1939
Als am 15. März der tschechische Staatspräsident Hacha gezwungen wurde, der Besetzung der Rest-Tschechei zuzustimmen, wurde der Panzerzug 4 erneut eingesetzt. Am 15. März aus dem oberen Odertal über Prerau und Olmütz nach Prag vor. Im Juli und Anfang August begann die Vorbereitungsphase für den Überfall auf Polen. Dazu wurde Panzerzug 4 komplett besetzt und man begann mit der Ausbildung und Einweisung in die Aufgaben der Besatzung.
Als am 1. September der Überfall auf Polen begann, wurde der Panzerzug im Angriffstreifen der 3. Infanteriedivision eingesetzt. Er sollte von Wildfurt aus die Grenze überschreiten und über Lublinitz und Herby auf Tschenstochau vorstoßen. Dabei sollte er die Eisenbahnstrecke untersuchen und sichern. Bereits am Grenzbahnhof Pawonkau waren die Gleise so stark zerstört worden, das eine Wiederherstellung längere Zeit in Anspruch nehmen würde. Aus diesem Grund wurde der Panzerzug nach Schneidemühl verlegt und rückte langsam über Bromberg und Thorn nach Kutno vor. Der Panzerzug sollte die deutschen Truppen bei der Schlacht an der Bzura unterstützen, kam jedoch erst am 20. September an, einen Tag nach Beendigung der Schlacht. Ende September und Anfang Oktober war der Panzerzug im Raum Danzig und Gdingen zur Streckensicherung im Einsatz. Ab dem 7. Oktober verlegte er nach Hohensalza und absolvierte dort bis zum 19. November Sicherungsfahrten.
Vor dem Jahresende 1939 wurde der Panzerzug in den Westen Deutschlands verlegt. Neuer Stationierungsort für den Panzerzug 3 wurde erst Hamm, dann Osnabrück und später Rheine.

### 1940

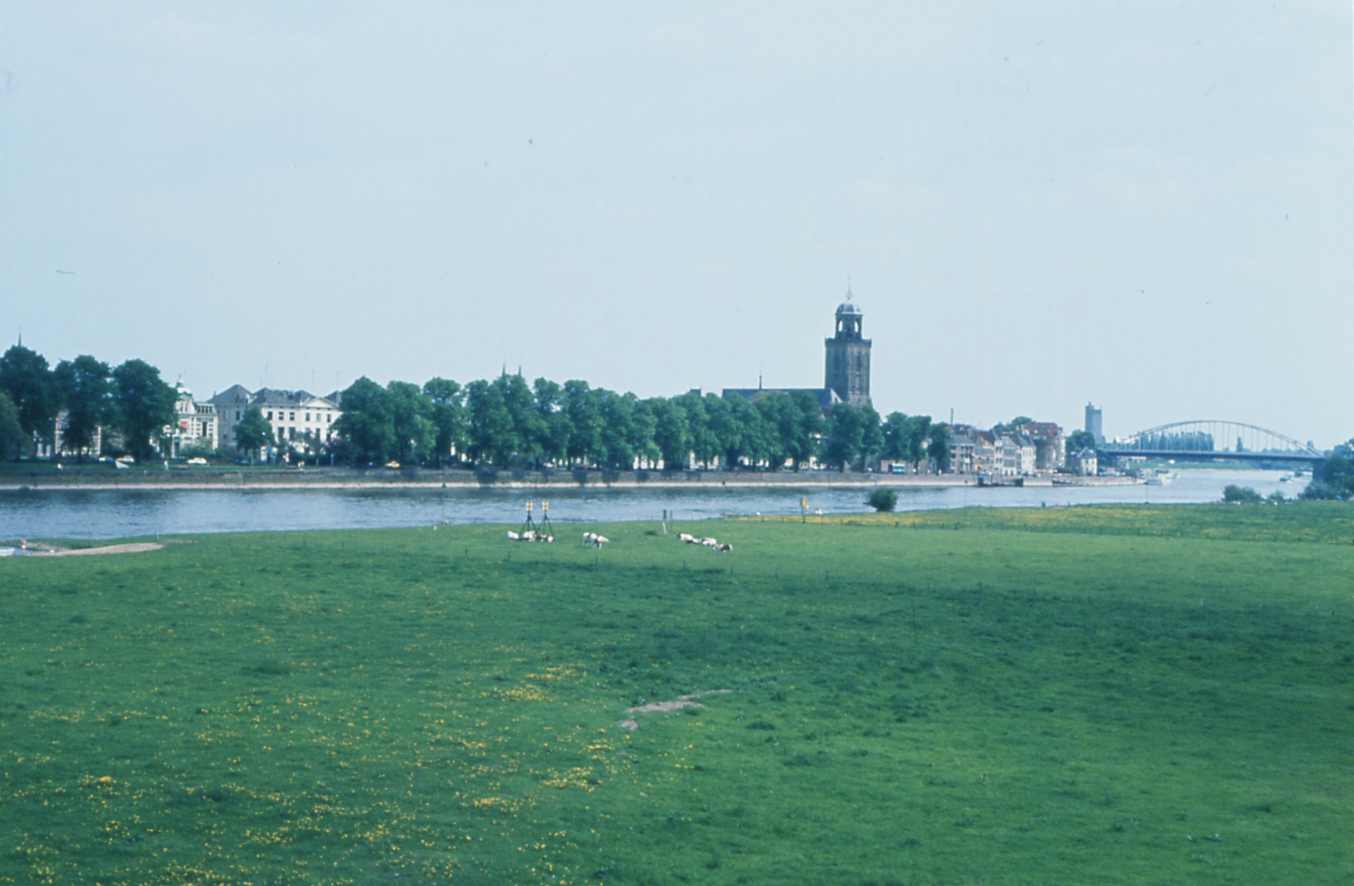
Die IJssel bei Deventer (2006)

Mit dem Eintreffen in Hamm wurde der Panzerzug 4 der Heeresgruppe B unterstellt. Am 3. Mai 1940 wurden die Kommandanten von sechs Panzerzügen zu einer Einsatzbesprechung in Dinslaken beordert. Hier wurden ihnen die Befehle und Aufgaben für die kommenden Operationen erläutert. Ab dem 10. Mai sollten sie in einem raschen Vormarsch Brücken über die Vechte, IJssel und Maas nehmen, in die feindlichen Stellungen vordringen und diese durchstoßen.
Der Auftrag für den Panzerzug 4 war dabei einer der schwierigsten. Er sollte von Bad Bentheim aus über Hengelo, Almelo und Rijssen nach Deventer vorstoßen und die Ijssel-Brücken unversehrt erobern. Dies bedeutete, dass der Panzerzug eine Strecke von 72 km durch gegnerisches Gebiet noch vor dem eigentlichen Einsatz durchqueren musste. Die Eisenbahnstrecken wurden vorher durch in Zivil reisende Offiziere in fahrplanmäßigen Zügen erkundet worden. Am 10. Mai überschritt der Panzerzug um 5:35 Uhr die niederländische Grenze und lief kurze Zeit später beim Bahnhof Oldenzaal auf eine verkeilte Weiche auf, wobei der erste Wagen entgleiste. Von da an schickte man Pioniere mit Pkw und Lkw vor, um die Bahnhöfe zu besetzten und für freie Fahrt zu sorgen. Dadurch konnte die Gegenfahrt einer zivilen Dampflokomotive auf dem gleichen Gleis verhindert werden.
Gegen 13:45 Uhr erreichte der Panzerzug Deventer, nachdem bereits zwei Bataillone der Leibstandarte SS Adolf Hitler dort eingetroffen waren. Die Ijssel-Brücken waren bereits gesprengt worden und für den Panzerzug nicht passierbar. Aus diesem Grund ging die Besatzung am Ufer in Stellung und beschoss die niederländischen Kräfte am gegenüberliegenden Ufer, während die restlichen deutschen Truppen nach Zutphen abgezogen wurden. Am 13. Mai räumten die niederländischen Truppen ihre Stellungen, woraufhin die Besatzung des Panzerzuges mit Motorbooten den Fluss überquerten und mit Fahrrädern bis nach Apeldoorn vorrückten. Zwei Tage später sammelten sie sich wieder in Deventer und der Panzerzug wurde erst nach Rheine und später nach Wuppertal-Langenfeld verlegt.
Am 11. August wurde der Panzerzug 4für Sicherungsaufgaben in den Niederlanden eingesetzt und bis zum 19. Januar 1941 als Küstenschutzzug in Amsterdam.

### 1941
Am 20. Januar verlegte der Panzerzug ins Arrondissement Orléans und übernahm bis zum 10. Mai Strecken- und Küstenschutzaufgaben. Stationierungsort war dabei Fleury-les-Aubrais.
Am 11. Mai verlegte der Panzerzug von Fleury-les-Aubrais nach Krakau. Mit dem Beginn des Unternehmen Barbarossa, gab es für den Panzerzug keine Einsatzmöglichkeit. Aus diesem Grund verblieb er bis Juli in Krakau in Wartestellung.
Nachdem die Umspurung des ukrainischen Streckennetzes durch deutsche Eisenbahnpioniere gut vorangeschritten war, wurde der Panzerzug 4 aktiviert und Anfang Juli in Marsch gesetzt. Bei Cholm setzte er über den Bug und rückte bis nach Kowel vor. Von dort aus sicherte er die Eisenbahnstrecke nach Brest. Kurze Zeit später musste der Panzerzug für Reparaturen zurück nach Krakau verlegen und wurde vom Streckenschutzzug Fortschritt abgelöst.
Nach dem Abschluss der Reparaturen rückte der Panzerzug über Rowno, Schepetowka und Schitomir nach Fastow vor. Stationiert wurde er in Bobrinskaja und übernahm von dort aus die Streckensicherung. Am 16. November verlegte er zurück nach Kowel um im dortigen Ausbesserungswerk repariert zu werden. Später verlegte er für weitere Reparaturen nach Lemberg
Am 24. Dezember wurde der Panzerzug vom Dnepr aus über Stalino nach Amwrossijiwka verlegt. Hauptauftrag dort war es, die Sicherung direkt hinter der Front der 5. SS-Panzer-Division „Wiking“ zu übernehmen. Zwischendurch wurde die Infanterie des Panzerzuges für einen einwöchigen Einsatz an der Frontlinie vom Panzerzug abgezogen.

### 1942

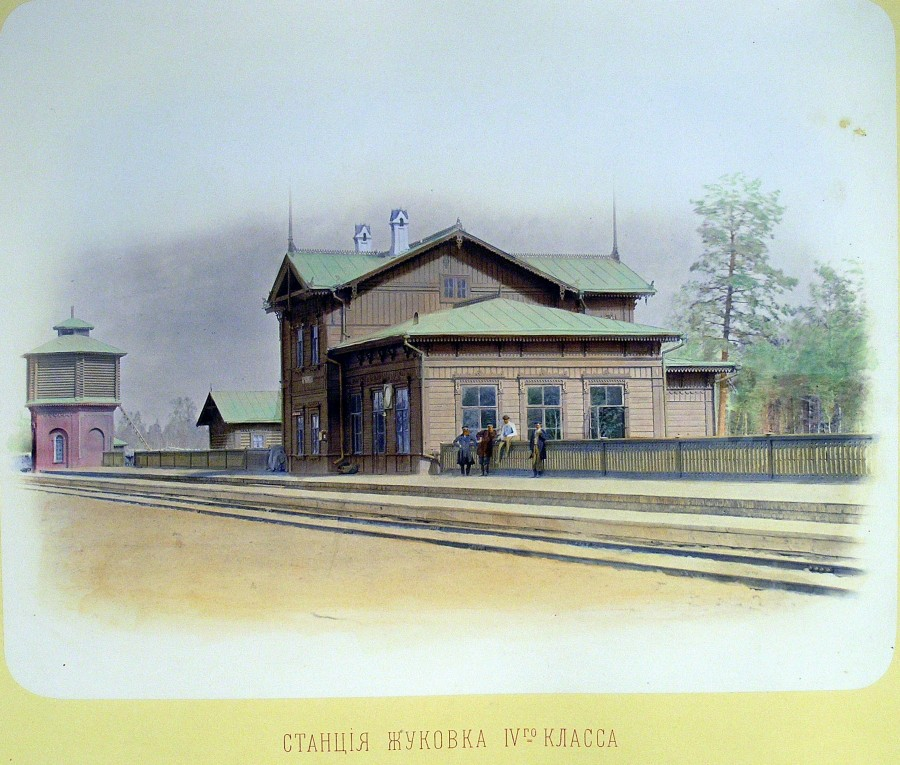
Zeichnung des Bahnhofes von Schukowka

Nachdem im März 1942 die Frontlinie bei Minsk stabilisiert werden konnte, wurde der Panzerzug auf die Eisenbahnstrecke zwischen Dnjepropetrowsk, Tschaplino und Stalino zur Streckensicherung eingesetzt. Das Einsatzgebiet befand sich wenige Kilometer südlich des von sowjetischen Truppen zurückeroberten Gebietes. Der Panzerzug musste hier jedoch eingesetzt werden, da es die einzige Nachschublinie der im Donezbecken stehenden deutschen Truppen war.
Ab dem Sommer verfügte der Panzerzug über einen Panzerspähwagen P 204 (f). Am 1. Juli wurde der Panzerzug von Dnjepropetrowsk abgezogen und in den stark, durch Partisanen gefährdeten Bereich zwischen Orel und Brjansk verlegt und der Heeresgruppe Mitte unterstellt. Am 11. Juli wurde der Panzerzug am Bahnhof von Brjansk durch einen Luftangriff und einen Bombentreffer beschädigt. Daraufhin musste er zurückgezogen und repariert werden. Die Arbeiten dauerten bis zum 29. August. Noch am gleichen Tag rückte der Panzerzug wieder an die Front vor und löste den Panzerzug 2 bei Schukowka ab.
Am 16. November verteidigte der Panzerzug 4 die Ortschaft Kletnja gegen angreifende Partisanen. Die ausbootende Infanterie des Panzerzuges verfolgte die gegnerischen Kräfte. In der Nacht vom 24. auf den 25. November fand die Operation Zeisig statt. Dabei wurde der Raum südöstlich von Schukowka durchkämmt und erfolglos nach Partisanen abgesucht. Am Abend des 25. November griff eine starke Partisanengruppe die Eisenbahnbrücke bei Polstinka an. Der Panzerzug wurde herbeigerufen und konnte die gegnerischen Truppen durch Zufügung hoher Verluste zum Ausweichen zwingen. Am 30. November lief der Panzerzug auf eine Mine auf, wobei die Panzerzuglokomotive beschädigt wurde.

### 1943
Auch 1943 blieb der Panzerzug weiter in Schukowka stationiert und der 707. Infanteriedivision unterstellt. Hauptauftrag waren hierbei Sicherungsfahrten, vor allem in der Nacht. Am 18. Januar startet die Operation Klette der 707. Infanteriedivision. Ziel war es, Gebiete zu Durchsuchen und von Partisanen zu befreien. Dabei musste die schwarze Ersatzlokomotive (eine ungepanzerte) wichtige Truppentransporte durchführen. So auch am 24. Januar, als auf Befehl des Panzerarmeeoberkommando 2 am Bahnhof Brjansk II für Transporte abgegeben wurde.
Zwischen dem 1. und 17. Februar konnte der Panzerzug keinerlei Operationen fahren, da ihm keine Lokomotive zur Verfügung stand. Die reguläre Panzerzuglokomotive wurde repariert und die schwarze Dampflokomotive war für Transporte abgegeben. Die Zeit wurde durch die Besatzung für Ausbildung an Waffen und Gerät genutzt. Der Infanteriezug erhielt als neue Ausrüstung Skier und Akia um auch um Winter beim Ausbooten mobil zu sein. Als interne Umgliederung wurde zu dieser Zeit der ausbootende Teil des Infanteriezuges zu einem Jagdkommando zusammengefasst.
Als am 15. Februar die 707. Infanteriedivision abgelöst wurde, unterstellte man den Panzerzug dem Grenadierregiment 747 des Kommando Rückwärtige Kräfte 532 (kurz Korück 532) in Brjansk. Als auch dieses am 19. Februar abgelöst wurde, unterstand der Panzerzug der Kampfgruppe Kietz. Am 18. Februar traf die Panzerzuglokomotive aus dem Reichsbahn-Ausbesserungswerk Oels wieder beim Panzerzug ein. Umgehend wurde er für die Streckensicherung für die Eisenbahnstrecken zwischen Ordzhonikidzegrad (8 km nordwestlich von Brjansk) und Snezhka (8 km südöstlich von Brjansk), sowie zwischen Schukowka und Kletnja eingesetzt.
Vier Stunden nachdem der Panzerzug wieder einsatzbereit war, wurde er vom Bahnhof Rekovichi (15 km nordwestlich von Schukowka) angefordert, da 150 Partisanen die Ortschaft angriffen. Der Panzerzug konnte aber nicht unterstützten, da die Anforderung eine Stunde zu spät kam und die Strecke bereits gesprengt wurde. Nach einem zweistündigen Feuergefecht zogen sich die Partisanen zurück und die deutschen Verteidiger hatten drei Leichtverwundete, die später vom Panzerzug versorgt und in das nächste Lazarett eingeliefert wurden. Weitere Einsätze im Februar erfolgten nicht, da die Eisenbahnstrecken nicht angegriffen wurden.
Bis zum Februar 1943 operierte der Panzerzug im Raum um Schukowka und auf der Bahnstrecke nach Roslawl. Am 1. März gab es bei Vyshkovichi (2 km westlich von Schukowka) mehrere Gefechte mit Partisanen, wobei die Besatzung des Panzerzuges Verluste zu beklagen hatte. So auch am 14. März, als es zu einem Bombenangriff auf Schukowka kam. Am 13. Juni wurde das Jagdkommando des Panzerzuges bei einem Unternehmen gegen Partisanen nordöstlich von Schukowka eingesetzt. Am 17. Juni wurde der komplette Panzerzug für die Sicherung der Arbeiten an der im Bau befindlichen Eisenbahnstrecke von Rzhanitsa (16 km südöstlich von Schukowka) nach Djatkowo (40 km östlich von Schukowka), nördlich von Staroe Lavshino (13 km östlich von Schukowka) verlegt. Am Ende des Monats war er wieder in Schukowka stationiert.
Am 4. April erreichte das Jagdkommando des Panzerzuges wieder den Panzerzug. In der Nacht zum 5. April waren sowjetische Flugzeuge über Schukowka aktiv. Aus diesem Grund wich der Panzerzug zwei bis drei Kilometer auf die Eisenbahnstrecke Richtung Kletnja aus. Mit Hilfe von Flakscheinwerfern aus Schukowo eröffnete der Panzerzug mit der eigenen Flak das Feuer auf einige gegnerische Flugzeuge. Als Antwort wurden mehrere Bomben auf ihn abgeworfen, jedoch ohne Erfolg. Zwei gegnerische Flugzeuge wurden getroffen, ein Absturz konnte visuell nicht festgestellt werden. Wenig später wurde durch Zeugen mitgeteilt, dass beide Flugzeuge tatsächlich abgeschossen wurden.
Am 13. April wurde der Panzerzug bei der Zerstörung einer Ortschaft eingesetzt, die mit Partisanen Verbindung hatte. Dabei kam es im Dorf zu keinem Gefecht. Das Jagdkommando des Panzerzuges wurde vom 14. bis zum 24. April auf Befehl vom Korück 532 der Kampfgruppe Metterhausen unterstellt und für die Partisanenjagd eingesetzt. Mehrere Lager wurden zerstört, zu Gefechten mit Partisanen kam es aber nicht. Die weiteren Einsatzfahrten des Panzerzuges wurden bis zum Ende des Monats ohne Vorkommnisse durchgeführt.
Im Mai wurde der Panzerzug wieder der 707. Infanteriedivision unterstellt. In der Nacht vom 5. auf den 6. Mai wurde der Panzerzug alarmiert und durch den Kradmeldezug und Strafvollstreckungszug der 707. Infanteriedivision verstärkt. Zusammen sollten sie ein Waldstück nördlich der Eisenbahnstrecke zwischen Schukowka und Kletnja durchsuchen, da dort gegnerische Kräfte gemeldet wurden. Der Wald wurde, mit zusätzlicher Unterstützung einer Luftwaffen-Nachrichtenkompanie, durchkämmt und als Feindfrei gemeldet. Am 12. und 13. Mai wurde der Panzerzug bei kleineren Unternehmungen gegen Partisanen eingesetzt, jedoch ohne Vorkommnisse oder Kontakt zum Gegner.
Vom 21. bis zum 27. Mai führte das LV. Korps eine Operation gegen Partisanen im Raum zwischen Schukowka, Ordzhonikidzegrad und Djatkowo durch. Der Panzerzug wurde der Bahnsicherung zugeteilt und in Rzhanitsa stationiert. Auftrag war es, mögliche gegnerische Kräfte beim Überschreiten der Bahn zu bekämpfen. Allerdings kam es zu keinem Kontakt für den Panzerzug selber, die Operation wurde aus Sicht des LV. Korps erfolgreich abgeschlossen. 1.200 Partisanen wurden dabei getötet, 300 Gefangen genommen und 5.000 Verdächtige abtransportiert.

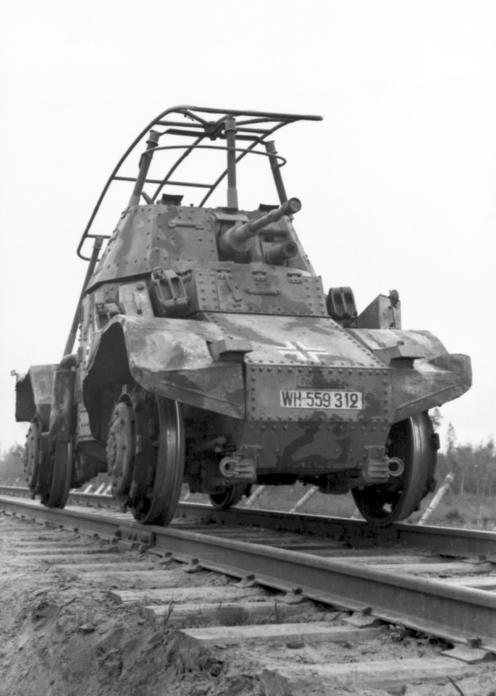
Panzerspähwagen P 204 (f)

Am 14. Juni wurde das Jagdkommando des Panzerzuges alarmiert und dem Grenadierregiment 747 unterstellt. Sie nahmen an einer Operation gegen einen Flugplatz von Partisanen nördlich von Foshnya (14 km nordöstlich von Schukowka) teil. Am 15. Juni war der Einsatz erfolglos beendet. Auf eine Operation am 17. und 18. Juni blieb erfolglos. Am 20. Juni wurde der Panzerspähwagen an das Eisenbahn-Baubataillon 124 nach Rzhanitsa abgegeben. Dort führte ein Gleis nach Norden in einen Wald und endete nach 18 Kilometer. Von Djatkowo führte ein Gleis nach Südwesten in den gleichen Wald. Ihre Endstücke waren vier Kilometer auseinander und sollten verbunden werden. Dadurch sollte der Wald, welche von Partisanen besetzt war, zweigeteilt werden. Der Panzerspähwagen sollte die Erkundung und Sicherung übernehmen. Der Panzerzug konnte diese Aufgabe nicht übernehmen, da die Schwellen verfault waren und der Unterbau das Befahren nicht zuließen. Zusätzlich zum Panzerspähwagen wurde das Jagdkommando des Panzerzuges für die Sicherung der Baumaßnahmen eingesetzt.
Am 25. Juni erhielt der Panzerzug den Befehl, an einer Operation gegen Partisanen nördlich von Kletnja teilzunehmen. Bei Akulitschi (50 km südwestlich von Schukowka) sollte dieser das Überschreiten von gegnerischen Truppen über die Bahnlinie am 26. und 27. Juni verhindern. Die Operation verlief jedoch ohne Erfolg, da die Partisanen gewarnt wurden und kurz vorher auswichen. So stürmten die deutschen Kräfte ein leeres Lager.
Vom 1. Juli bis zum 15. Juli führte der Panzerzug Sicherungsfahrten auf der Eisenbahnstrecke zwischen Roslawl und Brjansk durch. Dabei gab es keinerlei Gefechte oder Sprengungen. Anders auf der zweiten Sicherungsstrecke zwischen Schukowka und Kletnja. Dort gab es zwei Sprengungen der Gleise. Auch wurde der Weiterbau der Waldstrecke zwischen Rzhanitsa und Djatkowo eingestellt. Dadurch erhielt der Panzerzug als Hauptaufgabe die Nahsicherung des Bahnhofes Schukowka. Am 15. Juli um 11:30 Uhr endete das Unterstellungsverhältnis zur 707. Infanteriedivision und der Panzerzug wurde wieder dem Korück 532 unterstellt. Dieses zog ihn umgehend nach Karatschew ab und unterstellte es dem dortigen Stadtkommandanten, Oberst Wenninger. Neuer Hauptauftrag war es, die Eisenbahnlinie westlich von Karatschew sechs bis 35 Kilometer nach Osten zu sichern und gegen durchgesickerte sowjetische Panzer zu verteidigen. Als der Panzerzug um 20:00 Uhr in Karatschew eintraf, begann dieser mit der ersten Sicherungsfahrt. Diese verlief ohne Vorkommnisse.
Am 16. Juli wurde der Panzerzug nach Brjansk befohlen und sollte dort auf weitere Befehle warten. Bis zum 18. Juli gab es keine Alarmierung. Um 19:50 Uhr am 18. Juli erhielt der Kommandant den Funkspruch, dass der Panzerzug der Kampfgruppe Rübsam in Lokot unterstellt wird und nach Kokorewka (30 Kilometer südwestlich von Nawlja) abfahren soll. Der Auftrag lautete, die Eisenbahnstrecke von Nawlja nach Nerussa (20 km südwestlich von Kokorewka) für die Durchschleusung zweier Divisionen von Konotop nach Orel im Norden zu sichern. Mit diesem Auftrag führte der Panzerzug Tag und Nacht unzählige Sicherungsfahrten auf der stark gefährdeten Eisenbahnstrecke durch. Durch diese hohe Aktivität des Panzerzuges konnte er in den Nächten des 20., 22., 23., 24., 26., 29. und 30. Juli Stützpunkte unterstützen, welche von Partisanen angegriffen wurden.
In der Nacht vom 20. auf den 21. Juli wurde die Eisenbahnstrecke an 208 Stellen mit Sprengsätzen versehen. 137 davon konnten entfernt werden, die restlichen detonierten. In der gleichen Nacht wurden alle Strecken von und nach Brjansk mehrere hundert Meter lang gesprengt worden. Eineinhalb Tage lang konnte auf den Strecken kein Nachschub rollen.
Am 23. Juli befand sich der Panzerzug auf einer Sicherungsfahrt von Nawlja nach Kokorewka. Um 22:00 Uhr wurde 800 m nordwestlich Altuchowo (18 km südlich von Nawlja) ein Versorgungsfahrzeug der Partisanen beschossen, jedoch ohne sichtbare Wirkung. Als der Panzerzug wenig später Altuchowo erreichte, erhielt der Fahrdienstleiter die Meldung, dass der entgegenkommende Kurierzug beschossen wurde. Daraufhin setzte der Panzerzug seine Fahrt langsam weiter und wurde sechs Kilometer südwestlich von Altuchowo von Maschinenpistolen und Maschinengewehren beschossen. Umgehend eröffnete er das Feuer mit allen Waffen, woraufhin das gegnerische Feuer verstummte. Als ein rotes Leuchtzeichen abgeschossen wurde, zogen sich die Partisanen zurück. Die Infanterie des Panzerzuges konnte nicht ausbooten, da die Gegend vermint war. So kehrte er um 22:30 Uhr zurück nach Kokorewka.
Am 28. Juli erfolgte ein großer Angriff auf die Nerussa-Brücke (3,8 km südlich von Nerussa), konnte aber von Sicherungskräften und dem Panzerzug abgeschlagen werden. Aufgrund der Präsenz des Panzerzuges wichen die Partisanen aus und führten keinen weiteren Angriff mehr durch. In der Nacht vom 29. auf den 30. Juli fuhr der Panzerzug unter Volldampf auf eine aufgeklärte Sprengstelle der Partisanen zu. Dabei wurde er von beiden Seiten beschossen, woraufhin der er aus allen Waffen das Feuer erwiderte. Dadurch zogen sich die Partisanen zurück und die geplante Sprengung wurde verhindert. Zehn durchgeführte kleinere Sprengungen konnten nach drei Stunden behoben werden.
Am 23. Dezember wurde der Panzerzug von der Frontlinie abgezogen und zur Waggonfabrik Königshütte gebracht. Dort begannen dann die Modernisierungsarbeiten, welche bis in den Januar 1945 dauerten.

### 1945
Ende Januar traf der modernisierte Panzerzug in Graz ein. Ursprünglich sollte er in Ungarn eingesetzt werden, wurde aber dem Kommandeur der Panzerzüge beim Oberbefehlshaber Südost unterstellt und in Stockhammer stationiert. Hier übernahm er die Sicherung der Eisenbahnstrecke zwischen Steinbrück über Cilli bis nach Marburg. Anfang April wurde dem Panzerzug der reparierte Panzer-Triebwagen 32 zugeteilt. Der Erfolg der Streckensicherung war jedoch nur gering, da es den Partisanen mittlerweile gelang, Operationen bis nach Kärnten hinein durchzuführen.
Um einer sowjetischen Gefangenschaft zu entgehen, trat der Kommandant des Panzerzuges am 8. Mai mit der kanadischen Brigade der 7. britischen Infanteriedivision per Funk in Verbindung. Diese bekundeten großes Interesse an der Übernahme des Panzerzuges und dem ihm unterstellten Panzer-Triebwagen. Von Cilli aus setzten sich beide in Bewegung und erreichten am nächsten Tag Marburg. Dort nahm eine größere Zahl von, zum Dienst verpflichteter, Frauen mit und erreichte am 10. Mai Unterdrauburg. Dort wurde er nach Sankt Anrdä weitergeleitet und fuhr von dort aus weiter bis nach Wolfsberg. Dort angekommen ergab sich die Besatzung den kanadischen Truppen und der Panzerzug 4 wurde aus den Listen gestrichen.

## Zugpersonal
Aufgrund der Ausrüstung mit Artilleriewagen, verfügte der Panzerzug 4 über eine ständige Besatzung, während der Panzerzug 1 oder auch der Panzerzug 2 nur über eine Besatzung für den Bedarfsfall verfügte.
Die erste Besatzung des Panzerzuges wurde vom Infanterie-Ersatzbataillon 49 aus Breslau gestellt, welche auch die Artillerie besetzten. Mit dem Beginn des Westfeldzuge 1940 wurde die Besatzung vom Eisenbahnpionier-Ersatzbataillon 2 gestellt. Ende 1940 stellte das Bataillon jedoch nur noch die Pioniere und die Infanterie des Infanterie-Ersatzbataillon 49 kehrte zum Panzerzug zurück. Als man 1941 den Panzerzug mit Flakgeschützen aufrüstete, wurde die Besatzung der Flakgeschütze durch das Flugabwehr-Ersatzbataillon (motorisiert) 52 aus Bremen gestellt.

### Führungsgruppe
- Panzerzugkommandant[30]
  - Major Otto Heilmann (August 1939 – Dezember 1939)
  - Major Heinrich Hönig (Januar 1940 – Mai 1940)
  - Leutnant Richard Wieczorek (Mai 1940 – Juli 1940)
  - Oberleutnant Werner Klose (August 1940 – November 1940)
  - Hauptmann Friedrich Schlegel (November 1940 – Februar 1943)
  - Hauptmann Heinzdieter Becker (Februar 1943 – Juni 1943)
  - Oberleutnant Kurt Rösch (Juni 1943 – Dezember 1943)
  - Oberleutnant Wilhelm Mauß (April 1944 – Mai 1945)
- stellvertretender Zugkommandant
  - Oberleutnant Kurt Rösch (April 1943 – Juni 1943)
  - Leutnant Ströh (ab Juni 1943)
- Infanterie-Zugführer
  - Leutnant Ströh (bis Mai 1943)
  - Leutnant Heinz Gerth (ab Mai 1943)
- zwei Maschinengewehr-Zugführer
- Hauptfeldwebel (heute: Spieß)
  - Hauptfeldwebel Rohrbeck (bis Februar 1943)
- vier Unterstützungssoldaten (Mannschaft)
  - Rechnungsführer Unteroffizier Johannes Eichhorn (ab August 1940)

### Schützengruppe
- ein Gruppenführer
  - Oberfeldwebel Linke
- zwei Truppführer (Unteroffizier)
- 14 Schützen (Mannschaft, davon ein Hilfskrankenträger)

### S. M. G. Zug
- vier Halbzugführer (Unteroffizier)
- vier Melder (Mannschaft)
- 48 s. M. G.-Schützen (Mannschaft, davon zwei Hilfskrankenträger)
  - Unteroffizier Heinz Clemens

### S. Granatwerfergruppe
- ein Gruppenführer (Unteroffizier)
- sechs Schützen (Mannschaft, davon ein Hilfskrankenträger)

### Artilleriezug
- Artillerie-Hilfsbeobachter (Unteroffizier)
- zwei Artillerie-Messsoldaten (Mannschaft)
- zwei Geschützführer (Mannschaft)
- acht Kanoniere (Mannschaft)

### Nachrichtentrupp
- Nachrichtenzugführer
  - Obergefreiter Lutz (bis 30. Januar 1943)
  - Unteroffizier Hentschel (ab 30. Januar 1943)
- acht Funk- und Wagenfernsprechsoldaten (Mannschaft)
- fünf Tornisterfunksoldaten (ein Unteroffizier, vier Mannschaften)

### Flakgruppe
- zwei Geschützführer (Unteroffizier)
  - Feldwebel Max Abrodat (ab März 1941)
- acht Kanoniere (Mannschaft)

### Sanitätsstaffel
- Sanitätsoffizier
- zwei Sanitätssoldaten (Mannschaft)
  - Sanitäts-Unteroffizier Adolf Schmidt (seit 11. August 1939)

### Technisches Personal
- ein technischer Führer
- ein Lokführer
- zwei Heizer
- vier Streckenbeobachter
- ein Motorenwart
- drei Lokablöser
- zwei Köche
- ein Oberbautruppführer
  - Feldwebel Erich Mikoleit (ab Juni 1943)
- 14 Oberbautruppsoldaten

## Zugzusammensetzung
Die Gliederung der Wagen wird von vorne nach hinten aufgeführt.

### 1939 – 1943
- Abstoßwagen
- Artilleriewagen
- Flakwagen
- Sturmwagen
- Sturmwagen
- Panzerzuglokomotive
- Sturmwagen
- Sturmwagen
- Flakwagen
- Artilleriewagen
- Abstoßwagen

### 1945
- Panzerjägerwagen
- Panzerträgerwagen
- Doppelkanonenwagen
- Kommandowagen
- Flakwagen
- Schlepptender
- Panzerzuglokomotive
- Schlepptender
- Flakwagen
- Kommandowagen
- Doppelkanonenwagen
- Panzerträgerwagen
- Panzerjägerwagen